# Правителі Польщі
Король Польщі — титул, що вживався для ознаменування правителів Королівства Польського, а згодом Речі Посполитої. Першим польським королем був Болеслав I Хоробрий. Цей титул існував від 1025 року — дати коронування Болеслава Хороброго і до 1795 року включно, поки його не заборонила російська імперська влада. Згодом він декілька разів відновлювався. У Польщі були відсутні королі у 1031—1295, 1306—1333 роках.

## П'ясти— князі полян
| Час правління     | Правитель | Портрет правителя | Батьки            | Народився | Помер                   | Додаткова інформація                |
| ----------------- | --------- | ----------------- | ----------------- | --------- | ----------------------- | ----------------------------------- |
| IX-X століття (?) | Земовит   |                   | П'яст, Жепіха     | ?         | рубіж IX і X століть(?) | Перший правитель з династії П'ястів |
| X століття(?)     | Лестек    |                   | Земовит, невідомо | ?         | близько 930—950(?)      |                                     |
| X століття        | Земомисл  |                   | Лєстек, невідомо  | ?         | 950—960                 |                                     |

## П'ясти— князі і королі Польщі (до 1138)
| Час правління   | Правитель               | Портрет правителя | Батьки                                   | Народився               | Помер                        | Додаткова інформація |
| --------------- | ----------------------- | ----------------- | ---------------------------------------- | ----------------------- | ---------------------------- | --- |
| близько 960—992 | Мєшко I                 |                   | Земомисл, невідомо                       | близько 930—935         | 25 травня 992                | Перший правитель Польщі, існування якого підтверджене сучасними джерелами.                                                   |
| 992—1025        | Болеслав I Хоробрий     |                   | Мєшко I, Дубрава Пржемисловицька         | 967                     | 17 червня 1025               | Перший король Польщі (коронований 1025), принц чеський 1003—1004.                                                            |
| 1025—1031       | Мєшко II В'ялий         |                   | Болеслав I Хоробрий, Емнілда Слов'янська | 990                     | 10 травня 1034               | Другий король Польщі (коронований в 1025).                                                                                   |
| 1031—1032       | Безприм                 |                   | Болеслав I Хоробрий, невідомо            | 986 або 987             | весна 1032                   | |
| 1032—1034       | Мєшко II В'ялий         |                   | Болеслав I Хоробрий, Емнілда Слов'янська | 990                     | 10 травня 1034               | Вже вдруге. Німецькі джерела вказують, що відрікся корони в 1032 році. В польських джерелах до своєї смерті він був королем. |
| 1034—1058       | Казимир I Відновитель   |                   | Мєшко II В'ялий, Рикса Лотаринзька       | 1016                    | 1058                         | Вигнаний у 1037 або 1038 році. Повернувся в 1039 або 1040 році.                                                              |
| 1058—1079       | Болеслав II Сміливий    |                   | Казимир I Відновитель, Марія Добронега   | бл. 1042                | 2 або 3 квітня 1081 або 1082 | Третій король Польщі (коронований в 1076).                                                                                   |
| 1079—1102       | Владислав I Герман      |                   | Казимир I Відновитель, Марія Добронега   | бл. 1043                | 4 червня 1102                | |
| 1102—1107       | Збігнєв                 |                   | Владислав I Герман, невідома полька      | бл. 1073                | після 1114                   | |
| 1102—1138       | Болеслав III Кривоустий |                   | Владислав I Герман Юдита Пржемисловицька | 20 серпня 1085 або 1086 | 28 жовтня 1138               | |

## Період феодальної роздробленості

### П'ясти— правителі краківські
| Час правління 1291—1305 | Правитель Краківський    | Портрет правителя | Батьки Дрожевінський і Сорочинська          | Народився 1271 | Помер 1305             | Додаткова інформація |
| ----------------------- | ------------------------ | ----------------- | ------------------------------------------- | -------------- | ---------------------- | --- |
| 1138—1146               | Владислав II Вигнанець   |                   | Болеслав III Кривоустий, Збислава Київська  | 1105           | 30 травня 1159         | Герцог Сілезії 1138—1146. |
| 1146—1173               | Болеслав IV Кучерявий    |                   | Болеслав III Кривоустий, Саломея з Берга    | бл. 1121/1122  | 5 січня 1173           | Герцог Мазовії 1138—1173, Сілезії 1146—1163.                                                                                 |
| 1173—1177               | Мєшко III Старий         |                   | Болеслав III Кривоустий, Саломея з Берга    | 1122/1125      | 13 або 14 березня 1202 | Вперше. Герцог Великопольський 1138—1179, 1182—1202.                                                                         |
| 1177—1191               | Казимир II Справедливий  |                   | Болеслав III Кривоустий, Саломея з Берга    | 1138           | 4 травня 1194          | Вперше. Герцог Вислицький 1166—1173, Сандомирський 1173—1194, Мазовецький 1186—1194.                                         |
| 1191                    | Мєшко III Старий         |                   | Болеслав III Кривоустий, Саломея з Берга    | 1122/1125      | 13 або 14 березня 1202 | Вдруге. |
| 1191—1194               | Казимир II Справедливий  |                   | Болеслав III Кривоустий, Саломея з Берга    | 1138           | 4 травня 1194          | Вдруге. |
| 1194—1198               | Лешко I Білий            |                   | Казимир II Справедливий, Гелена Зноємська   | бл. 1184/1185  | 24 листопада 1227      | Вперше. |
| 1198—1202               | Мєшко III Старий         |                   | Болеслав III Кривоустий, Саломея з Берга    | 1122/1125      | 13 або 14 березня 1202 | Втретє. |
| 1202 або 1202—1206      | Владислав III Тонконогий |                   | Мешко III Старий, Євдокія Київська          | 1161/1167      | 3 листопада 1231       | Вперше. Герцог Великопольський 1202—1220.                                                                                    |
| 1202—1210 або 1206—1210 | Лешко I Білий            |                   | Казимир II Справедливий, Гелена Зноємська   | бл. 1184/1185  | 24 листопада 1227      | Вдруге. |
| 1210—1211               | Мешко IV Кривоногий      |                   | Владислав II Вигнанець, Агнешка Австрійська | 1131—1146      | 1211                   | Герцог Рациборський 1173—1211, Опольський 1202—1211.                                                                         |
| 1211—1227               | Лешко I Білий            |                   | Казимир II Справедливий, Гелена Зноємська   | бл. 1184/1185  | 24 листопада 1227      | Втретє. |
| 1227—1229               | Владислав III Тонконогий |                   | Мешко III Старий, Євдокія Київська          | 1161/1167      | 3 листопада 1231       | Вдруге. В 1228—1229 роках за його відсутності в окрузі керував Генріх I Бородатий.                                           |
| 1229—1232               | Конрад Мазовецький       |                   | Казимир II Справедливий, Гелена Зноємська   | бл. 1187       | 31 серпня 1247         | Вперше. Титул Герцога Краківського прийняв лише по смерті Владислава Ляськоногого. Герцог Мазовецький з 1202.                |
| 1232—1238               | Генрік І Бородатий       |                   | Болеслав I Високий, Христина                | 1165—1170      | 19 березня 1238        | Герцог Сілезький з 1201. |
| 1238—1241               | Генрік II Побожний       |                   | Генрік I Бородатий, Ядвіга Шльонська        | 1196—1207      | 9 квітня 1241          | Герцог Сілезький з 1238. |
| 1241—1243               | Конрад I Мазовецький     |                   | Казимир II Справедливий, Гелена Зноємська   | бл. 1187       | 31 серпня 1247         | Вдруге. |
| 1243—1279               | Болеслав V Сором'язливий |                   | Лешко I Білий, Гриміслава Інгварівна        | 21 червня 1226 | 7 грудня 1279          | |
| 1279—1288               | Лешек II Чорний          |                   | Казимир I Куявський, Констанція Шльонська   | бл. 1240—1243  | 30 вересня 1288        | Герцог Серадзький і Лєчицький.                                                                                               |
| 1288—1290               | Генрік IV Праведний      |                   | Генріх III Білий, Юдита Мазовецька          | 1257/1258      | 23 червня 1290         | Герцог Вроцлавський з 1270.                                                                                                  |
| 1290—1291               | Пшемисл II               |                   | Пшемисл I, Елізабета Вроцлавська            | 14 жовтня 1257 | 8 лютого 1296          | Четвертий польський король (коронований в 1295). Герцог Познанський з 1273 року, Великопольский з 1279, Данцігу з 1294 року. |

## П'ясти— королі польські
| Ім'я                | Ім'я | Династія | Дати правління | Примітки                                             |
| ------------------- | ---- | -------- | -------------- | ---------------------------------------------------- |
| Владислав I Локетек |      | П'ясти   | 1306-1333      | Князь краківський (1306-1320), коронований у 1320 р. |
| Казимир III Великий |      | П'ясти   | 1333-1370      | Польський король (1333—1370), Володар Русі з 1349 р. |

## Анжуйська Династія
| Ім'я              | Ім'я | Династія | Дати правління | Примітки |
| ----------------- | ---- | -------- | -------------- | --- |
| Людовик Угорський |      | Анжу     | 1370-1382      | Угорський король з 1342, польський король з 1370, титулярний «король Галичини і Лодомерії» («Король Русі»). Син Карла Роберта і Ельжбети Локетек.                                           |
| Ядвіга Анжуйська  |      | Анжу     | 1384-1399      | 1384-1386 - самостійне правління як «короля польщі» (rex poloniae), від 1386 у співправлінні з Владиславом ІІ Ягайлом; з 1387 р. титулярна Королева Галичини і Володомерії (Королева Русі). |

## Ягеллони— королі Польщі
Повний титул: Король Польщі, землі Краківської, Сандомирії, Сирадії, Лехії, Куявії, Великий князь Литовський, Володар і спадкоємець Русі, Помор'я та ін.
- Владислав II Ягайло — 1387—1434,
- Владислав III Варненчик — 1434—1444,
- Казимир IV Ягеллончик — 1447—1492,
- Ян I Ольбрахт 1492—1501,
- Олександр Ягеллончик 1501—1505,
- Сигізмунд I Старий 1505—1548,
- Сигізмунд II Август 1548—1572.

## Виборні королі Польщі
Королі Польщі, Великі князі Литовські, Великі князі Руські та ін.
- Генріх III Валуа 1573—1574
- Анна Ягеллонка 1575—1596
  - Максиміліан II 1575–1576
- Стефан Баторій 1576—1586
  - Максиміліан III 1587–1589
- Сигізмунд III Ваза 1587—1632
- Владислав IV Ваза, 1632—1648
- Ян II Казимир, 1648—1668
- Михайло Вишневецький 1669—1673
- Ян III Собеський 1673—1696
  - Француа Луї Бурбон-Конті 1697
- Август II Сильний, 1697—1704
- Станіслав Лещинський 1704—1709
- Август II Сильний 1709—1733
- Станіслав Лещинський 1733—1734
- Август III Фрідріх, 1734—1763
- Станіслав Август Понятовський 1764—1795 (зрікся).

## Розділ Речі Посполитої

### Царство Польське
- Особиста унія з Росією
  - Олександр I 1815—1825,
  - Микола I 1825—1831

- Польське повстання 1830—1831
  - Тимчасовий уряд 1831

- Влада російських імператорів 1831—1917
  - Микола I 1831—1855,
  - Олександр II 1855—1881,
  - Олександр III  1881—1894,
  - Микола II 1894—1915 (Польщу займають німецькі й австрійські війська)